# 1132
Високе Середньовіччя  •  Золота доба ісламу  •  Реконкіста  •  Хрестові походи  •  Київська Русь

## Геополітична ситуація
Візантію очолює Іоанн II Комнін (до 1143). Лотар II є королем Німеччини (до 1137), Людовик VI Товстий — королем Франції (до 1137).
Апеннінський півострів розділений: північ належить Священній Римській імперії, середню частину займає Папська область, більша частина півдня належить Сицилійському королівству. Деякі міста півночі: Венеція, Піза, Генуя, мають статус міст-республік.
Південь Піренейського півострова захопили Альморавіди. Північну частину півострова займають християнські Кастилія, Леон (Астурія, Галісія), Наварра та Арагон, Барселона. Королем Англії є Генріх I Боклерк (до 1135), королем Данії Нільс I (до 1134).
У Київській Русі почав княжити Ярополк Володимирович (до 1139). У Польщі княжить Болеслав III Кривоустий (до 1138). На чолі королівства Угорщина стоїть Бела II (до 1141).
На Близькому сході існують держави хрестоносців: Єрусалимське королівство, Антіохійське князівство, Едеське графство, графство Триполі. Сельджуки окупували Персію та Малу Азію, в Єгипті владу утримують Фатіміди, у Магрибі Альмохади потіснили Альморавідів, у Середній Азії правлять Караханіди, Газневіди втримують частину Індії. У Китаї співіснують держава ханців, де править династія Сун, держава чжурчженів, де править династія Цзінь, та держава тангутів Західна Ся. На півдні Індії домінує Чола. В Японії триває період Хей'ан.

## Події
- Після смерті Великого князя Київського Мстислава Володимировича на княжий стіл у Києві сів його брат, переяславський князь Ярополк Володимирович. Князівські міжусобиці спалахують з новою силою.
- Сицилійський король Рожер II зазнав поразки від магнатів півдня Італії на чолі з графом Аліфе Райнульфом у битві біля Ночери.
- Німецький король Лотар II розпочав похід в Італію проти свого конкурента Конрада Гогенштауфена.
- Чехи вторглися в Сілезію.
- У Північній Африці Альмохад Абд аль-Мумін проголосив себе халіфом.
- Атабек Мосула Імад ад-Дін Зангі здійснив невдалу спробу походу на Багдад.
- Ханчжоу проголошено столицею династії Сун у Китаї.